# Olaga hot enligt svensk lag
Olaga hot är ett brott i svensk rätt  enligt 4 kap 5 § Brottsbalken:
Den som hotar någon annan med brottslig gärning på ett sätt som är ägnat att hos den hotade framkalla allvarlig rädsla för egen eller annans säkerhet till person, egendom, frihet eller frid, döms för olaga hot.
Det krävs, enligt lagens ordalydelse, inte att den hotade faktiskt känner rädsla. Det räcker att hotet är av sådan art att man normalt skulle känna rädsla.
Den hotande kan dömas för olaga hot till böter eller fängelse i högst två år.
Är brottet grovt kan förövaren dömas till fängelse i lägst ett och högst fyra år.
- Allvarligt hot förenat med stöld från person kan istället bedömas som grovt rån, vilket framgår av NJA 1981 s 273.[2]
- En person som först misshandlat en person upprepade gånger och därefter fällt hotfulla yttranden har härigenom gjort sig skyldig till olaga hot vid sidan av den tidigare förövade misshandeln enligt NJA 1990 s 776.[3]